# شيرو هاتوري
شيرو هاتوري (باليابانية: 服部四郎؛ بالكانا: はっとり しろう) هو لغوي ياباني، ولد في 29 مايو 1908 في ميه في اليابان، وتوفي في 29 يناير 1995.